# Mercedes Cabrera
Pour les articles homonymes, voir Cabrera.
María Mercedes Cabrera Calvo-Sotelo (/maˈɾia mɛɾˈθeðes kaˈβɾɛɾa ˈkalβo soˈtelo/) est une universitaire et femme politique espagnole née le 3 décembre 1951 à Madrid. Elle est proche du Parti socialiste ouvrier espagnol (PSOE).
Professeur des universités de l'université complutense de Madrid à partir de 1996, elle est élue en 2004 députée de Madrid au Congrès des députés. Elle y prend la présidence de la commission parlementaire de l'Éducation.
Lors du remaniement ministériel de 2006, elle est nommée ministre de l'Éducation et de la Science. Après avoir été réélue au Congrès en 2008, elle est reconduite au gouvernement avec le portefeuille élargi de ministre de l'Éducation, de la Politique sociale et des Sports.
Elle est relevée de ses fonctions lors du remaniement gouvernemental de 2009 et quitte deux ans plus tard la vie politique.

## Vie universitaire et professionnelle
Mercedes Cabrera naît à Madrid le 3 décembre 1951.
Elle obtient en 1977 un doctorat en sciences politiques et sociologie avec distinction à l'université complutense de Madrid. Elle enseigne ensuite de nombreuses matières au sein du département d'histoire de la pensée et des mouvements sociaux et politiques de la faculté de sciences politiques et sociologie de l'UCM. Elle atteint en mai 1996 le grade de professeur des universités.
Elle a également enseigné pour le compte de l'université nationale d'enseignement à distance (UNED) et a présidé l'Association des amis de la résidence étudiante, un centre de complément à la formation universitaire fondé en 1910. C'est dans le cadre de cette fonction qu'elle fait la rencontre, en 2002, du secrétaire général du PSOE José Luis Rodríguez Zapatero.

## Vie politique

### Débuts au Congrès
Pour les élections législatives du 14 mars 2004, elle est investie en deuxième position sur la liste du PSOE dans la circonscription électorale de Madrid, derrière Zapatero, devant l'ancien secrétaire général du parti Joaquín Almunia et la numéro deux du groupe parlementaire María Teresa Fernández de la Vega. Élue au Congrès des députés, elle y prend aussitôt la présidence de la commission parlementaire de l'Éducation et de la Science et siège à la commission des Administrations publiques.

### Ministre de l'Éducation
Le 7 avril 2006, Zapatero annonce que Mercedes Cabrera est nommée à 54 ans ministre de l'Éducation et de la Science lors de son premier remaniement ministériel. Elle remplace ainsi María Jesús San Segundo, qui n'a pas su mener les négociations concernant la loi organique de l'éducation (LOE), approuvée la veille par le Congrès grâce aux discussions engagées par le porte-parole parlementaire, Alfredo Pérez Rubalcaba. Elle entre officiellement en fonction le 11 avril.
Elle est réélue députée de Madrid aux élections législatives du 9 mars 2008, occupant la troisième position de la liste socialiste après Zapatero et le ministre des Finances Pedro Solbes. Elle est reconduite au sein du cabinet le 14 avril suivant. À cette occasion, son portefeuille est élargi et elle devient ministre de l'Éducation, de la Politique sociale et des Sports (MEPSYD). Les compétences relatives à l'enseignement supérieur sont transférées au nouveau ministère de la Science, confié à Cristina Garmendia.

### Fin de parcours politique
Au cours d'un important remaniement ministériel orchestré le 7 avril 2009, elle est relevée de ses fonctions et son ministère est démantelé, les compétences en matière sociale revenant au ministère de la Santé. L'universitaire Ángel Gabilondo lui succède au ministère de l'Éducation.
Contrairement à Pedro Solbes, Bernat Soria et César Antonio Molina, également remerciés du gouvernement, elle conserve son mandat parlementaire. Elle rejoint ainsi la commission de la Culture en septembre 2009, ainsi que la commission bicamérale pour l'Union européenne en avril 2010. Elle ne se représente pas aux élections générales du 20 novembre 2011 et met ainsi un terme à son parcours politique.

## Vie familiale
Elle est mariée à Carlos Arenillas, vice-président de la Commission nationale du marché des valeurs (CNMV) — l'autorité de supervision de la Bourse de Madrid — entre octobre 2004 et octobre 2008. Ils ont deux enfants. Elle est la nièce de l'ancien président du gouvernement Leopoldo Calvo-Sotelo. L'une de ses tantes a épousé Fernando Morán, ministre des Affaires étrangères entre 1982 et 1985.

## Distinctions
- Grand-croix de l'ordre de l'Infant Dom Henri